# Wełdkówko
Wełdkówko (do 1945 r. niem. Klein Voldekow) – osada w Polsce położona w województwie zachodniopomorskim, w powiecie białogardzkim, w gminie Tychowo. W latach 1975–1998 osada należała do województwa koszalińskiego. Według danych UM, na dzień 31 grudnia 2014 roku osada miała 32 stałych mieszkańców. Osada wchodzi w skład sołectwa Tyczewo.

## Położenie
Osada leży ok. 3 km na wschód od Tyczewa, między Tyczewem a miejscowością Giżałki, w pobliżu rzeki Chotli.

## Zabytki
Grodzisko nizinne z IX – XX wieku, stożkowe, bardzo wyraźnie zaznaczone, położone wśród podmokłych łąk – Rejestr NID – numer rejestru – 637/A z 1967-11-11 (stanowisko 1)

## Turystyka
Punkt widokowy na górny odcinek doliny rzeki Chotli.